# Tyrictaca apicalis
Tyrictaca apicalis is een vlinder uit de familie wespvlinders (Sesiidae), onderfamilie Tinthiinae.
Tyrictaca apicalis is voor het eerst wetenschappelijk beschreven door Walker in 1862. De soort komt voor in het Oriëntaals gebied.